# Ryan Bouallak
Ryan Bouallak, né le 19 août 1999 à Montreuil, est un footballeur français qui occupe le poste de gardien de but.

## Biographie

### Formation
Après avoir été formé à l'Olympique Noisy-le-Sec, puis à la JA Drancy, il rejoint le centre de formation de l'AS Saint-Étienne en 2013. En septembre 2016, il dispute un match de National 3 avec l'équipe réserve face à l'AS Saint-Priest (défaite 5-0). En janvier 2018, il prend la direction du Stade de Reims où il évolue à plusieurs reprises en National 2 avec l'équipe réserve.

### ESTAC Troyes
Le 25 juin 2019, il signe son premier contrat professionnel d'une durée de trois ans avec l'ESTAC Troyes. Il y retrouve Laurent Battles qu'il a connu à l'AS Saint-Étienne. Occupant le poste de troisième gardien, il doit se contenter de quelques apparitions sur le banc de l'équipe première et joue parfois en réserve en National 3. Toutefois, il dispute les dix dernières minutes du dernier match de la saison 2020-2021. Il entre alors à la place de Sébastien Renot lors de la défaite 3-2 face au Havre, ce qui lui permet d'être sacré champion de France de Ligue 2.
- Ligue 2
  - Champion : 2020-2021